# Josh Weinstein

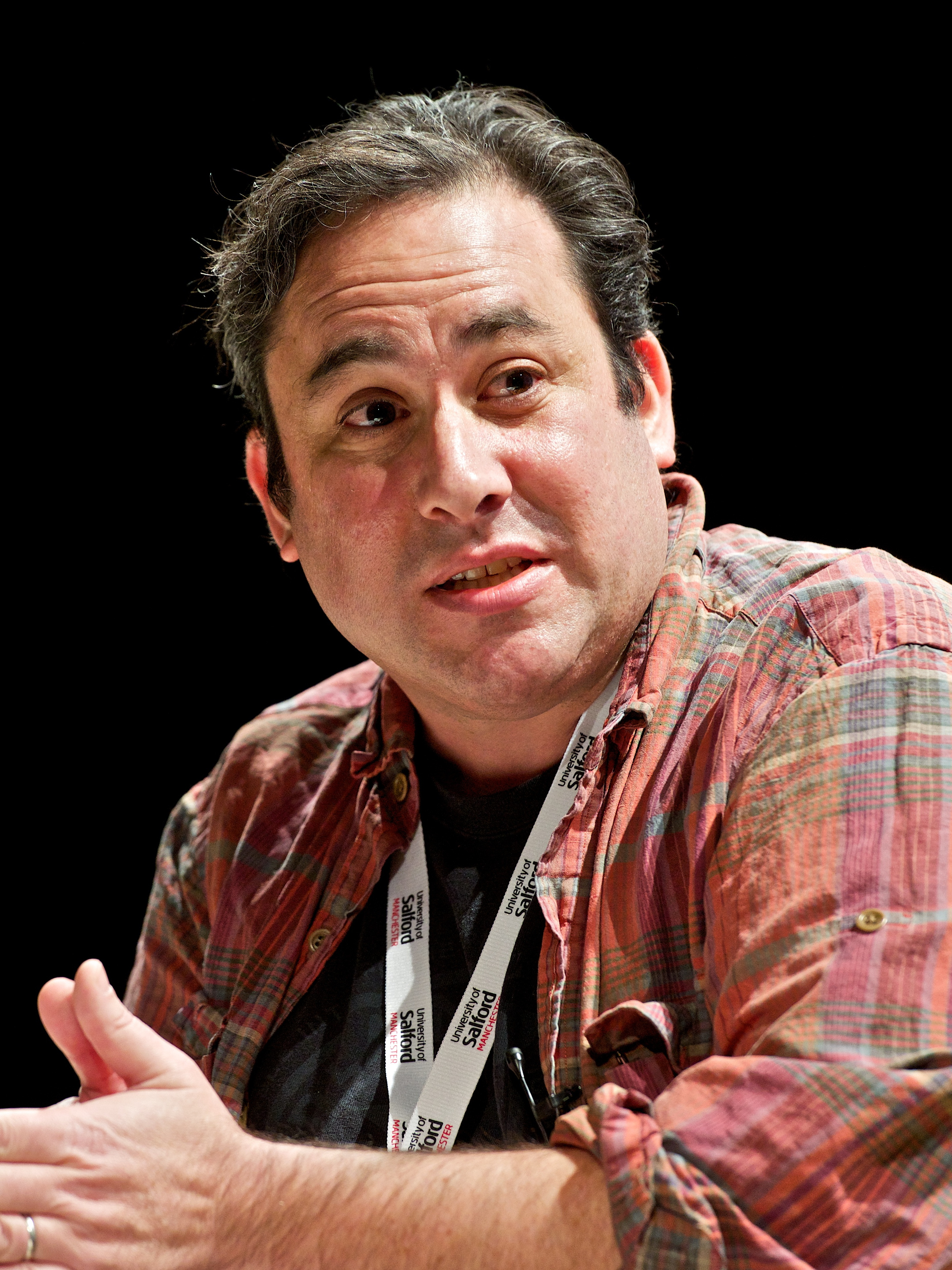
Josh Weinstein (2013)

Josh Weinstein (* 5. Mai 1966 in Alexandria, Virginia als Joshua Moses Weinstein) ist ein amerikanischer Fernsehautor und -produzent, bekannt für seine Arbeit an der Zeichentrickserie Die Simpsons.

## Leben
Josh Weinstein und Bill Oakley wurden beste Freunde und Schreibpartner an der St. Albans High School; Weinstein besuchte dann die Stanford University und war Chefredakteur des Stanford Chaparral. Er arbeitete an mehreren kurzfristigen Medienprojekten, darunter das Schreiben für die Varieté-Show Sunday Best, war dann aber lange Zeit arbeitslos. 
Weinstein und Oakley schrieben schließlich ein Spezifikationsskript für Seinfeld, woraufhin sie Marge muss jobben, eine Episode der Simpsons, schrieben. Anschließend wurden die beiden 1992 angeheuert, um für die Serie dauerhaft zu schreiben. Nachdem sie Episoden wie Vom Teufel besessen, Bart gegen Australien und Wer erschoss Mr. Burns? geschrieben hatten, wurden die beiden für die siebte und achte Staffel der Show zu Executive Producern und Showrunnern ernannt. Sie versuchten, mehrere emotionale Episoden mit Schwerpunkt auf der Simpson-Familie sowie mehrere konzeptionelle Episoden wie Homer hatte einen Feind, Die bösen Nachbarn und Alles Schwindel aufzunehmen und gewannen drei Primetime-Emmy-Awards für ihre Arbeit.
Nachdem sie die Simpsons verlassen hatten, entwarfen Oakley und Weinstein Mission Hill. Die Show war von Werbeausgaben geplagt und wurde schnell abgesetzt, entwickelte aber in den folgenden Jahren eine Kultanhängerschaft. Sie arbeiteten als beratende Produzenten für Futurama und schufen The Mullets im Jahr 2003. Die beiden schrieben mehrere erfolglose TV-Piloten und dienten 2009 als Showrunner für Sit Down, Shut Up. Oakley verließ das Projekt über einen Vertragsstreit, aber Weinstein blieb, bis sie abgesetzt wurde. Er koproduzierte und schrieb für Futurama während des Comedy Central Revivals erneut und gewann 2011 einen Emmy. Seit 2013 ist Weinstein Showrunner für die CBBC-Serie Strange Hill High und seit 2015 für Danger Mouse. Er hat auch als Autor für die zweite Staffel von Willkommen in Gravity Falls gearbeitet und an neun Episoden der Staffel mitgeschrieben.
Im Jahr 2018 entwickelte Weinstein gemeinsam mit Matt Groening die Netflix-Animationsserie Disenchantment, bei der er und Oakley derzeit als Co-Showrunner fungieren. Seit dem 2. Juli 1995 ist Weinstein mit der Journalistin Lisa Simmons verheiratet. Das Paar hat zwei Kinder.